# Sondermunitionslager Bellersdorf

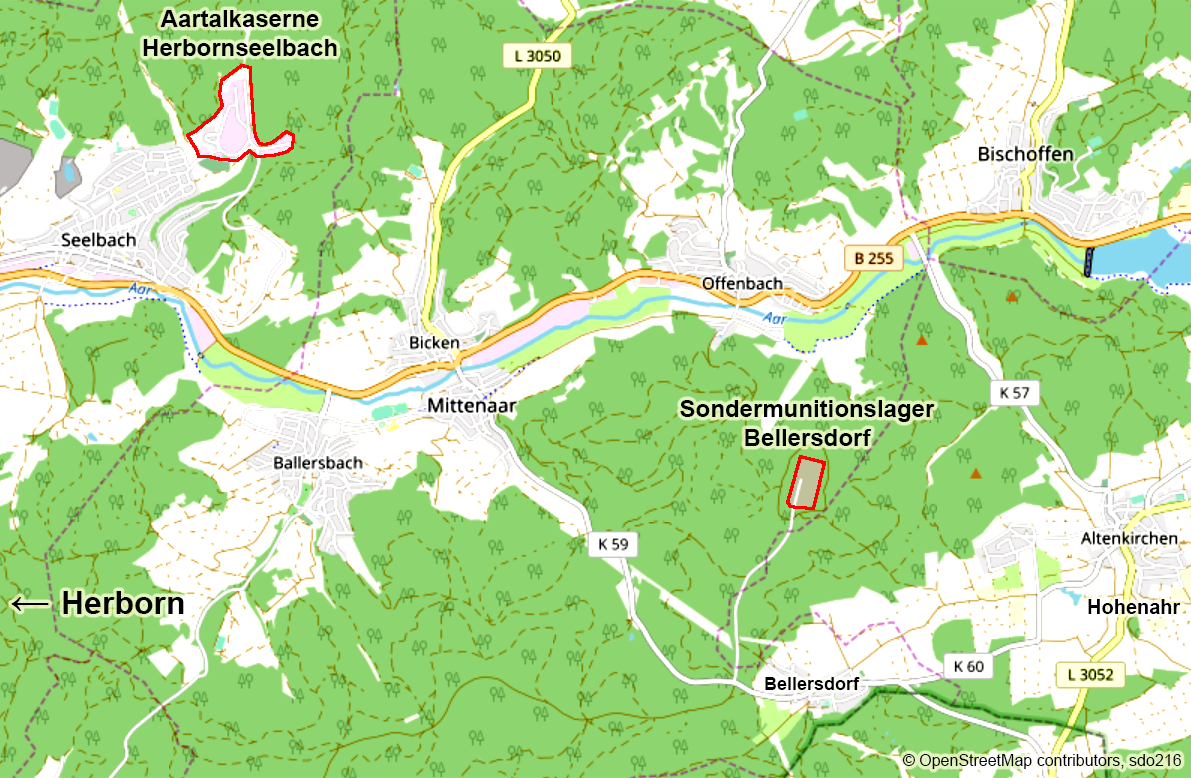
Lage des Sondermunitionslagers und der Aartal-Kaserne bei Herborn

Das Sondermunitionslager Bellersdorf befand sich auf einer bewaldeten Anhöhe nördlich von Mittenaar-Bellersdorf im Lahn-Dill-Kreis. Das Sondermunitionslager (englisch: Special Ammunition Storage – SAS) wurde etwa 1965 errichtet. In ihm wurden taktische Kernwaffen gelagert, die gemeinsam von einer Einheit der 557th U.S. Army Artillery Group und deutschen Soldaten der Bundeswehr bewacht wurden. Zeitgleich wurde die Aartal-Kaserne gebaut, in der diese Soldaten stationiert waren.

## Eingelagerte Sprengköpfe
Zu unterschiedlichen Zeiten waren im Sondermunitionslager Bellersdorf für folgende Waffensysteme atomare Sprengköpfe eingelagert:
- Kurzstreckenrakete Honest John: Nukleargefechtskopf vom Typ W31 mit folgender Sprengkraft: Version Mod.0 Y1: 2 Kilotonnen (KT), Version Mod.0 Y2: 40 KT und Version Mod.3 Y3 mit 20 KT.
- Panzerhaubitze M109: Nukleargefechtskopf W48 mit 0,1-12 KT
- Panzerhaubitze M110: Nukleargefechtskopf W33 mit 0,1-12 KT

## Abzug und Weiternutzung
Der Abzug der Amerikaner erfolgte 1992, der deutschen Soldaten 1993. Nach dem Abriss der Gebäude und Türme wurde das Gelände zunächst zum Erdlager des Lahn-Dill-Kreises. Im Jahre 2015 wurde auf einem Teil des Geländes der Solarpark Mittenaar-Bellersdorf in Betrieb genommen.

## Fotos vom Frühjahr 2015

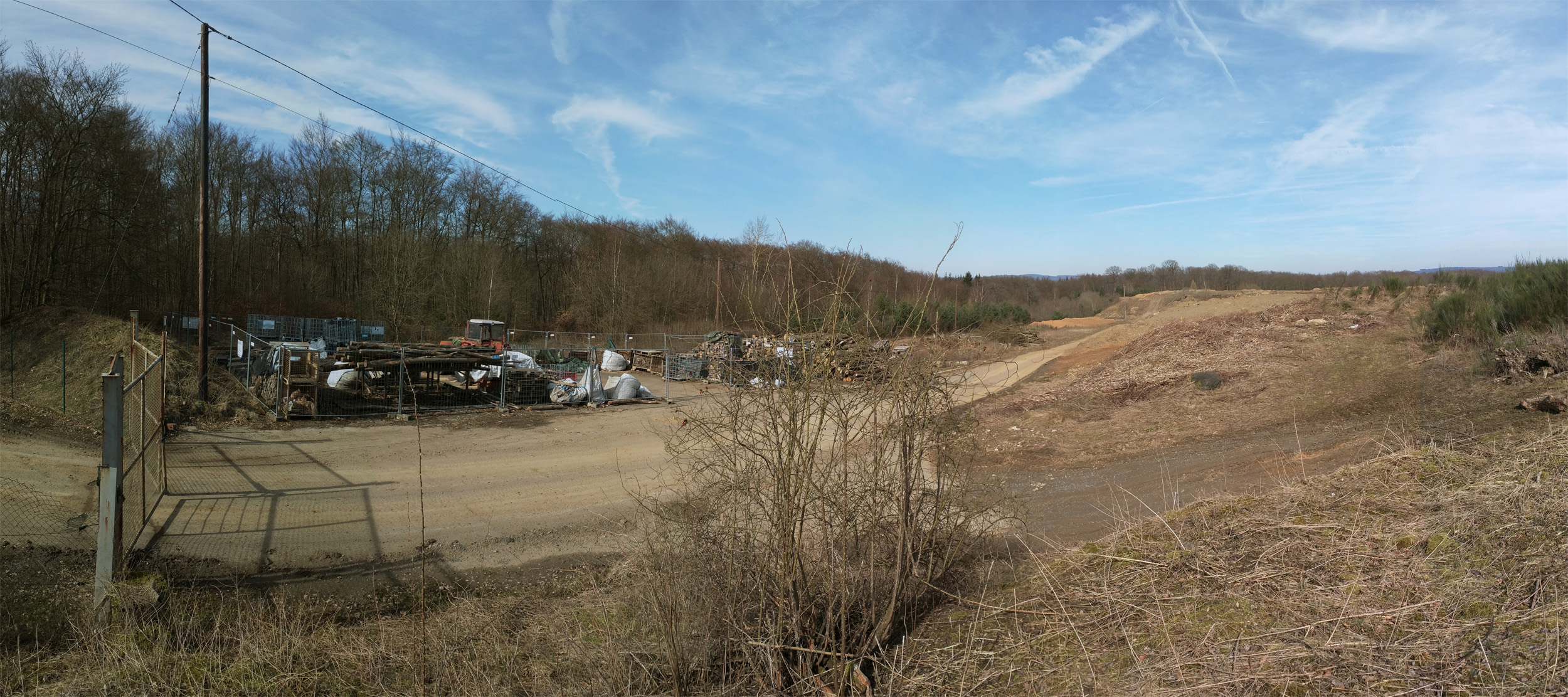
Zwischenzeitliche Nutzung als Erdlager des Lahn-Dill-Kreises
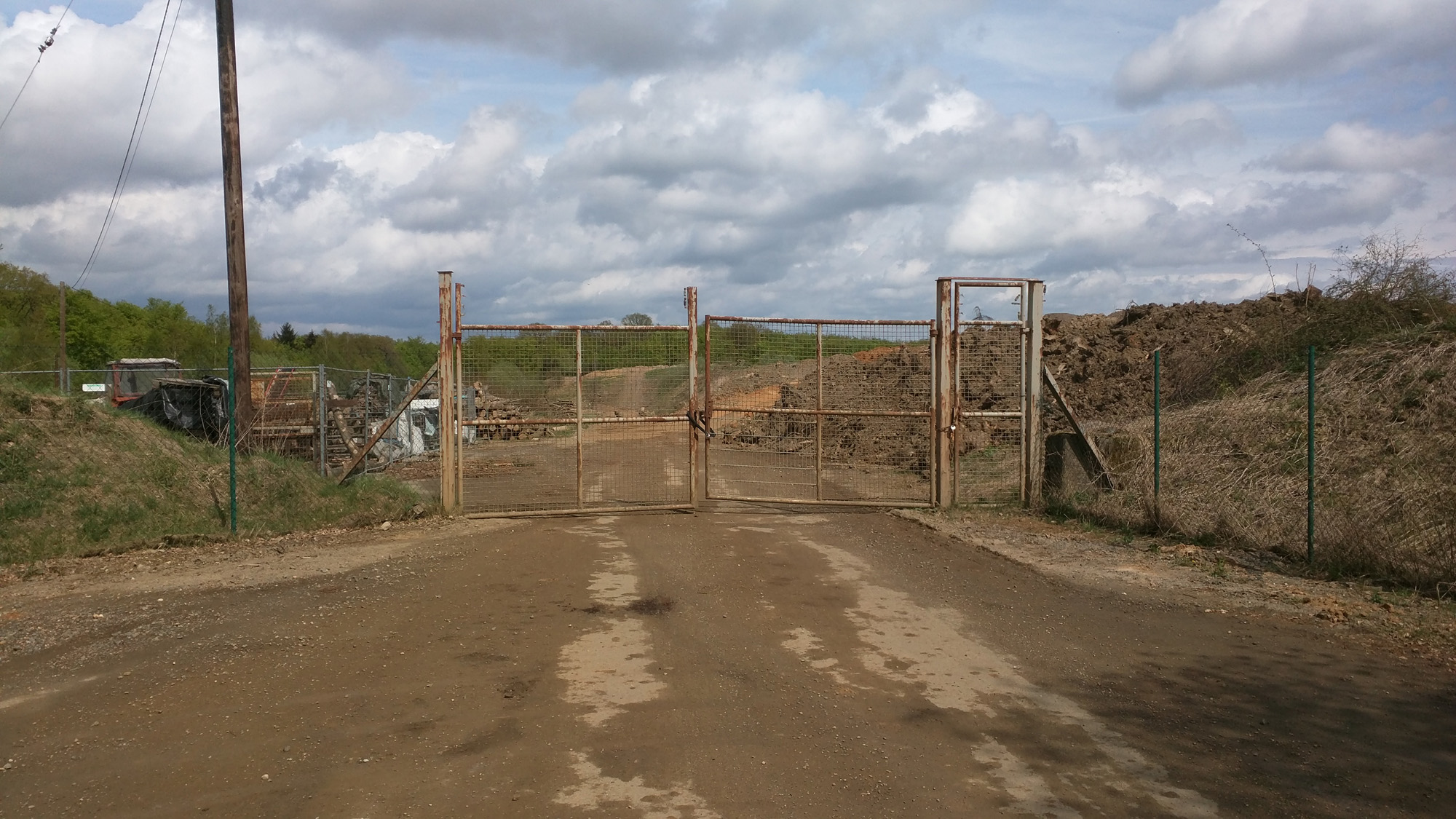
Das Eingangstor zur Zeit des Erdlagers
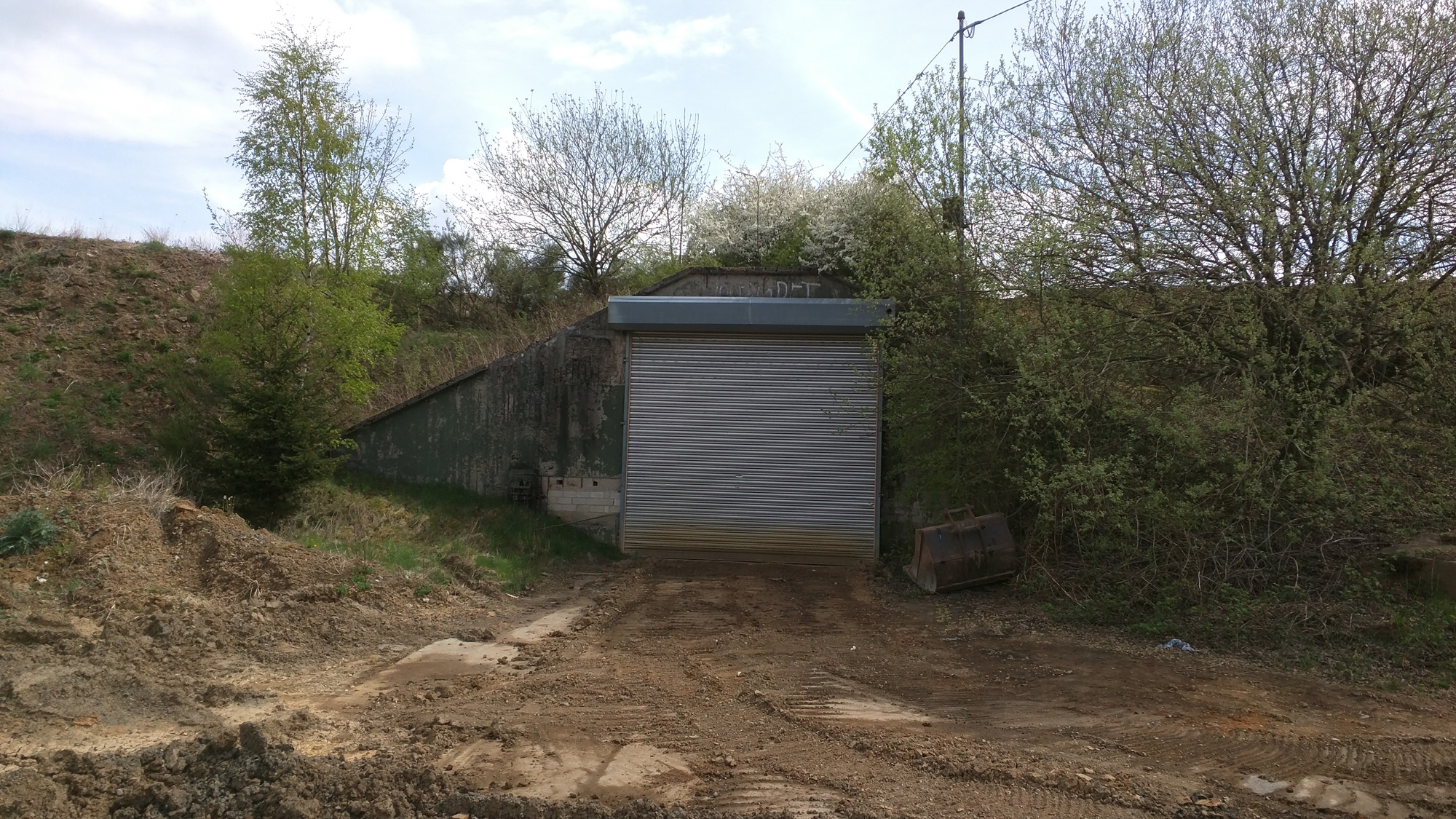
Letzter Bunker, in dem ehemals Nuklearwaffen lagerten
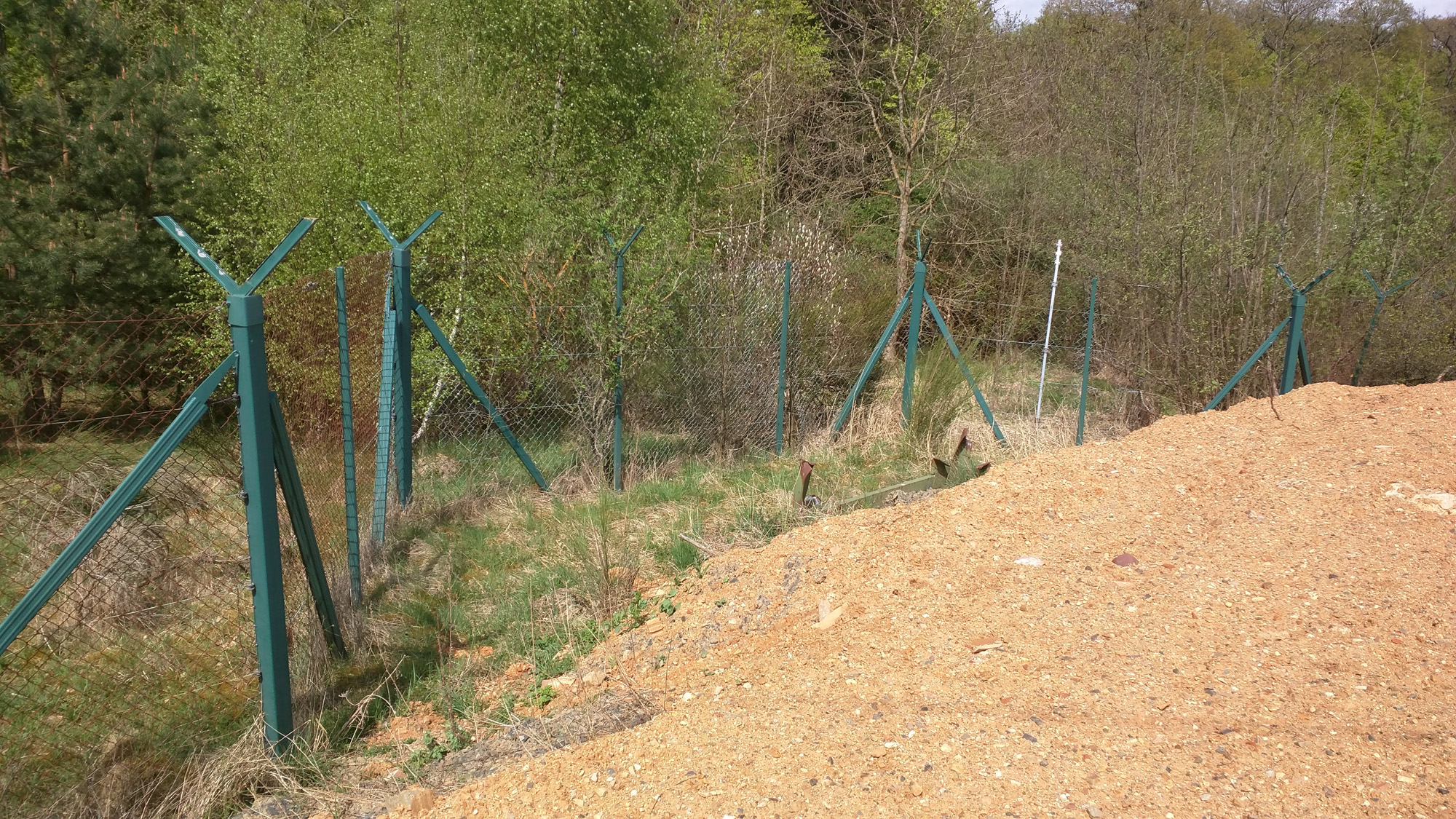
Originale Umzäunung mit entferntem Stachel- bzw. NATO-Draht